# Chartoloma platycarpum
Chartoloma platycarpum là một loài thực vật có hoa trong họ Cải. Loài này được (Bunge) Bunge mô tả khoa học đầu tiên năm 1844.